# Parafia św. Jacka w Stepnicy
Parafia pod wezwaniem Świętego Jacka w Stepnicy – parafia rzymskokatolicka należąca do dekanatu Goleniów, archidiecezji szczecińsko-kamieńskiej, metropolii szczecińsko-kamieńskiej. Prowadzą ją księża diecezjalni. Siedziba parafii mieści się w Stepnicy.

## Kościół parafialny
Kościół św. Jacka w Stepnicy

## Kościoły filialne i kaplice
- Kościół w Kopicach[1]
- Kościół św. Stanisława Biskupa i Męczennika w Wierzchosławiu[1]